# Uenomisolampidius shunichii
Uenomisolampidius shunichii là một loài bọ cánh cứng trong họ Tenebrionidae. Loài này được Matsumotu miêu tả khoa học đầu tiên năm 1996.